# Хана Орлова
Хана Орлова (фр. Chana Orloff, івр. חנה אורלוף; 12 липня 1888, Царекостянтинівка — 18 грудня 1968, Тель-Авів) — французька скульпторка і графік. Кавалерка ордена Почесного Легіону (1925).

## Біографія
Народилася 12 липня 1888 в Царе-Костянтинівці Олександрівського повіту Катеринославської губернії (тепер селище Кам'янка Запорізької області України), в єврейської сім'ї. Рідний брат — Цві Нішрі (1878—1973).
У 1905 році разом з сім'єю переїхала до Палестини. Деякий час жила в Яффі, заробляючи шиттям. Була членкинею робітничого руху Га-Поель га-цаїр. Після п'яти років перебування в країні стала вчителькою крою та шиття в гімназії «Герцлія».
У 1910 році виїхала в Париж з метою вивчення моделювання одягу, але вступила до скульптурного класу Школи декоративних мистецтв («Російська академія»  Марії Васильєвої). Вже з 1912 року самостійно зайнялася скульптурою і в 1913 році вперше виставила дві роботи в осінньому Паризькому салоні.
У 1916 році одружилася з Арі Юстманом, поетом родом з Варшави. Народила сина. Чоловік помер під час епідемії «іспанського грипу» в 1919 році. 
У 1926 році Хана Орлова отримала французьке громадянство. До війни багато працювала і виставлялася. З приходом до Франції фашистів Орлова з сином виїхала до Швейцарії. Після закінчення  війни вони повернулися в Париж, де за воєнні роки значна частина робіт Орлової була викрадена чи знищена.
Після створення держави Ізраїль Хана Орлова часто бувала там, виконавши багато скульптур і проводячи власні виставки. У 1961 році в музеях Ізраїлю відбулася ретроспективна виставка творів Орлової, створених нею за 50 років творчості.
Померла 18 грудня 1968 а в Тель-Авіві, приїхавши до Ізраїлю для участі у виставці, присвяченій її ювілею.